# Johan Brunström
Johan Brunström (* 3. dubna 1980) je švédský profesionální tenista. Hraje převážně čtyřhru, kde je jeho nejčastějším partnerem Jean-Julien Rojer. Během své kariéry zatím na okruhu ATP World Tour nevyhrál žádný turnaj.

## Finálové účasti na turnajích ATP World Tour (6)

### Čtyřhra – prohry (6)
| Legenda                                                       |
| ATP International Series Gold / ATP World Tour 500 Series (0) |
| ATP International Series / ATP World Tour 250 Series (6)      |

| Č. | Datum             | Turnaj                       | Povrch    | Partner            | Vítězové                         | Výsledek             |
| 1. | 13. červenec 2008 | Båstad, Švédsko              | antuka    | Jean-Julien Rojer  | Jonas Björkman Robin Söderling   | 6-2, 6-2             |
| 2. | 12. říjen 2008    | Stockholm, Švédsko           | tvrdý (h) | Michael Ryderstedt | Jonas Björkman Kevin Ullyett     | 6-1, 6-3             |
| 3. | 10. květen 2009   | Bělehrad, Srbsko             | antuka    | Jean-Julien Rojer  | Łukasz Kubot Oliver Marach       | 6-2, 7-6(3)          |
| 4. | 20. červen 2009   | 's-Hertogenbosch, Nizozemsko | tráva     | Jean-Julien Rojer  | Wesley Moodie Dick Norman        | 7-6(3), 6-7(8), 10-5 |
| 5. | 2. srpen 2009     | Umag, Chorvatsko             | antuka    | Jean-Julien Rojer  | František Čermák Michal Mertiňák | 6-4, 6-4             |
| 6. | 26. září 2009     | Bukurešť, Rumunsko           | antuka    | Jean-Julien Rojer  | František Čermák Michal Mertiňák | 6-2, 6-4             |

## Postavení na žebříčku ATP na konci sezóny

### Dvouhra
| Rok    | 2004 | 2005   | 2006   | 2007   | 2008    | 2009   |
| Pořadí | 577. | ▼ 958. | ▲ 428. | ▼ 555. | ▼ 1154. | ▲ 831. |

### Čtyřhra
| Rok    | 2000  | 2001    | 2002    | 2003    | 2004   | 2005   | 2006   | 2007   | 2008  | 2009  |
| Pořadí | 1113. | ▲ 1030. | ▼ 1536. | ▲ 1223. | ▲ 736. | ▲ 662. | ▲ 502. | ▲ 172. | ▲ 73. | ▲ 42. |